# 小行星58534
小行星58534（Logos）是傳統柯伊伯帶的海王星外天體和雙星系統，直徑約77公里（48英里）。這顆明亮的天體屬於柯伊伯帶冷天體，有一顆直徑66公里（41 英里）的伴星，名為佐伊。此系統質量為(4.58±0.07)×1017 kg。
在諾斯底主義中，羅各斯和佐伊是神靈的化身，也是創世神話的一部分。

## 外部連結
- IAUC 7824 的存檔，存档日期2006-05-01. – IAUC 7959
- 小行星58534 at AstDyS-2, Asteroids—Dynamic Site
  - Ephemeris · Observation prediction · Orbital info · Proper elements · Observational info
- NASA JPL小天體瀏覽器上的小行星58534